# فرانسيسكو ريزيغليون
فرانسيسكو ريزيغليون (بالإسبانية: Francisco Resiglione)‏ (مواليد 18 يناير 1917) هو ملاكم أرجنتيني، مثّل بلاده في الألعاب الأولمبية الصيفية 1936.

## روابط خارجية
فرانسيسكو ريزيغليون على موقع بوكس ريك (الإنجليزية) (registration required)
- فرانسيسكو ريزيغليون على موقع أوليمبيديا (الإنجليزية)